# 井上栄一 (実業家)
井上 栄一（いのうえ えいいち、1913年 - 1992年）は、日本の実業家。赤城乳業の設立者。
「味覚の天才」といわれていた。

## 略歴
埼玉県大里郡深谷町（現在の深谷市）に生まれる。1930年、旧制熊谷中学校を卒業した。
1938年、父である井上徳四郎が始めた合資会社広瀬屋商店を継承する。
広瀬屋商店は天然氷を商いとしており、特に夏場の氷の需要が多かった。栄一は、天然氷の商いにとどまらず、1949年には冷菓製造に乗り出し、1960年には合資会社赤城乳業と社名を変更した。1961年には組織変更して株式会社赤城乳業を設立した。
1964年、『赤城しぐれ』を開発した。
1961年から1987年まで社長を務めた。その他にも深谷市議会議員を務め、1963年から1964年の間は議長を務めた。

## 人物
- 商品開発部が試作したアイスがあまりにもおいしくなかったため、窓の外に投げ捨ててしまったことがある[3]、